# سيرجيو س. غارسيا
سيرجيو س. غارسيا (بالإنجليزية: Sergio C. Garcia)‏ هو محامي أمريكي، ولد في 1 مارس 1977 في ميتشواكان في المكسيك.